# Sportska dvorana Topolica
Lo Sportska dvorana Topolica (in serbo Спортска дворана Тополица?) è una arena polivalente situata nella città di Antivari.
L'Arena, venne aperta nel 2009.